# YOH (プロレスラー)
YOH（ヨウ、1988年6月25日 - ）は、日本の男性プロレスラー。
本名、小松 洋平（こまつ ようへい）。新日本プロレス所属。宮城県栗原市出身。血液型O型。

## 経歴

### 少年・大学生時代
プロレスが好きな父親の影響で3歳の頃からテレビで観戦するようになり、父親が勤務する役場の体育館にみちのくプロレスが巡業に来た際には観戦に行くなど小松にとってプロレスは幼少の頃から身近な存在だった。幼稚園の頃は、武藤敬司のカッコよさとザ・グレート・サスケの空中殺法に凄さを感じていたと述懐している。
中学1年生の時、いつものようにテレビでプロレス中継を見ていた小松に「このリングに上がったらどんな気持ちになるのだろう」という感情が芽生え始め、そこから一気に「やりたい」という気持ちに変わり、プロレスラーを志すようになる。それまで活動していた野球部を退部すると、「レスラーになるには格闘技経験があった方が良い」と考え、中学1年の冬から柔道を始める。高校はレスリング部のある学校を自ら探し出し、東北工業大学高等学校 (現:仙台城南高等学校)に目星を付けると、中学時代から同校の練習に参加したり、試合を見学するようになる。その結果、スポーツ推薦で同校に進学。実家から遠い場所に学校があったため、親元を離れて下宿生活を開始した。3年間まじめにレスリングに打ち込んだ小松は、「（アマチュアレスリングはプロレスと比べて）地味」と発言する一方で、「入門してからレスリング技術が必要な場面があるので、下地として経験して間違いない」と振り返っている。高校卒業後、「もう少し体を作りたい」という不安があった小松は東洋大学白山キャンパスの法学部に入学、上京して寮に入る。
なお、大学3年生の時に新日本プロレスへの入門テストを受けて合格を果たすものの、学業を優先し辞退した。小松も大学を卒業した2011年に再度テストを受けるが、その年は身長が足りないことを理由に書類選考を通過することなく不合格に終わった。暗礁に乗り上げた小松だったが、自身のもとに届いた不合格通知の封筒の中に三澤威が立ち上げたプロレス学校の案内書を発見する。父親から入学資金の援助という後押しを受けて、プロレス道場・ヤングライオンクラスに入学し同校でコーチを務めたヒロ斉藤から、ロープワークや受け身といったプロレスの基礎を学びながら1年間通う。

### 新日本プロレス

#### ヤングライオン時代
2012年2月、新日本の入門テストに合格。同年11月19日のSHIBUYA-AXで行われた若手主体の興行NEVERにて、渡辺高章 (現・EVIL)を相手にデビュー戦を飾った。
2013年10月25日、KUSHIDAのパートナーとしてSUPER Jr. TAG TOURNAMENTにエントリーしたが、BUSHI & バリエンテ組に敗れ、一回戦敗退となった。12月23日、年内最終興行における試合で田中翔 (現・SHO) と対戦。逆片エビ固めでギブアップを奪い初勝利を収めた。
2014年1月3日、ディファ有明で開催された「大プロレス祭り 2014」で翌4日のダーク・マッチに出場予定とされていたタイガーマスクが盲腸（虫垂）炎のため欠場、これを受けて急遽東京ドームの出場権を賭けて田中と対戦。この試合に勝利を収め、デビュー1年3ヶ月でレッスルキングダム8に初出場を果たした。
2015年1月4日、東京ドーム大会における第0試合「ニュージャパンランボー」で、バトルロイヤル形式ながらプロレス学校時代のコーチでもあるヒロ斎藤と初対戦した。
5月、BEST OF THE SUPER Jr.に初出場。大会前には優勝を宣言するも、リーグ戦全敗で予選敗退となった。
11月17日、DDTの後楽園大会に参戦し棚橋弘至とのタッグでHARASHIMA＆大家健と対決。YOHもHARASHIMAの蒼魔刀（ダブルニーアタック）を上手く受け止め、逆エビ固めに切り返すなど善戦したが、最後はHARASHIMAの蒼魔刀に沈んだ。

#### 無期限海外遠征へ
2016年1月、「CMLL FANTASTICA MANIA 2016」での試合を最後に同期の田中と共に小松のCMLLへの無期限海外遠征が決定した。リングネームは風神（Fujin）。
2016年2月2日、アレナコリセオにてOKUMURA・雷神とのタッグで、CMLLデビュー。対戦相手はストゥーカ・エスフェンヘ・レイ・コメタ。
2016年4月、「CMLL Torneo Gran Alternativa 2016」のタッグトーナメントにレイ・エスコルピオンと出場。Aブロック一位通過。決勝で初のアレナ・メヒコメイン出場を果たす。結果はボラドール・ジュニアとスフィンクスに敗れ準優勝となった。
2016年9月、田中とTHE TEMPURA BOYZとして拠点をアメリカに移す。リングネームはYOHEYであった。
2016年9月30日、THE TEMPURA BOYZとしてSHOと組みvsコルト・カバナ・ダルトン・キャッスルでROHデビューを果たす。
2017年7月1日、アメリカにて第5試合でヨシ・タツ、ビリー・ガン、田中と組んでデビッド・フィンレー、棚橋、ジェイ・ホワイト、KUSHIDA組と戦った。
2017年7月3日、同にて第1試合にてヨシ・タツ＆田中と組んでフィンレー、KUSHIDA、獣神サンダー・ライガー組と対戦。

#### 2017年

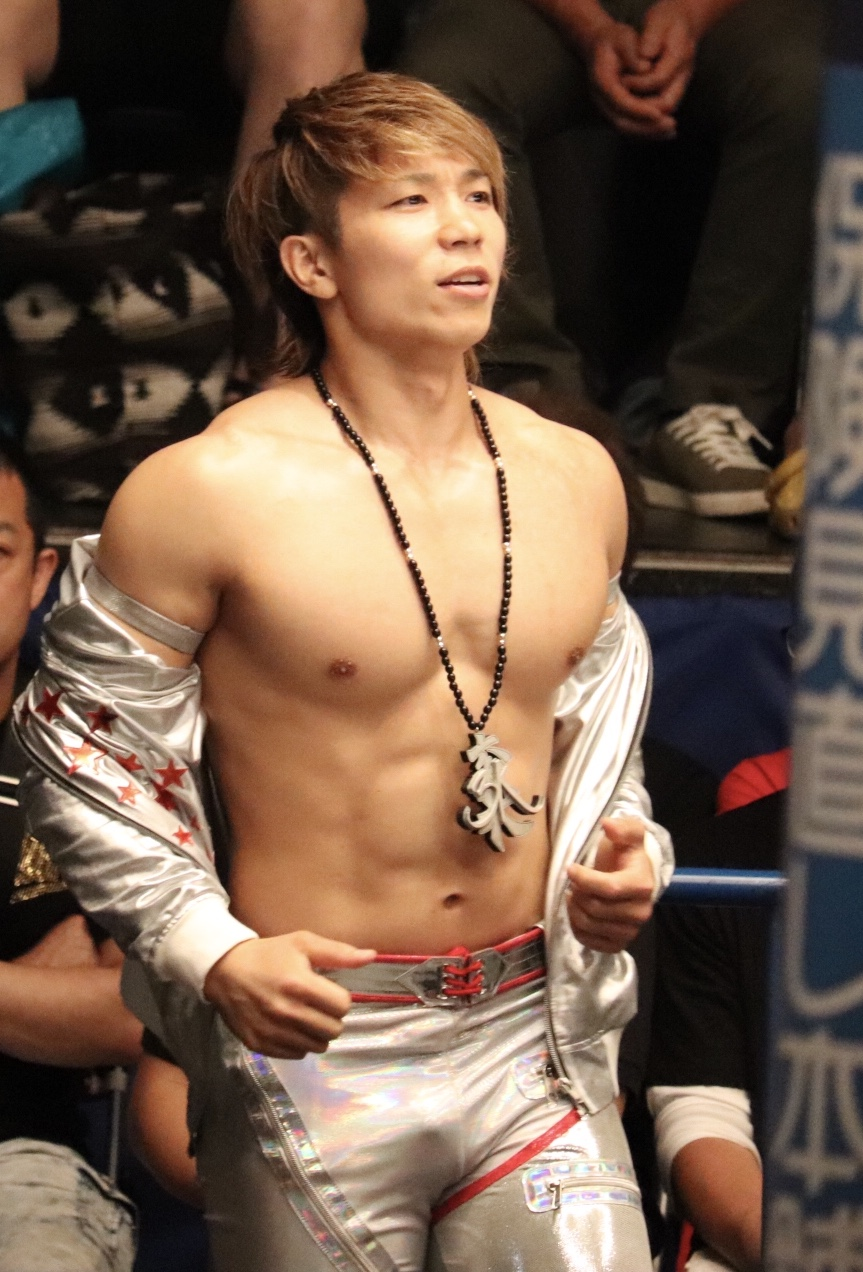
2018-07-21

2017年10月9日、両国大会にてYOHと改名しSHOと共に凱旋帰国。リコシェ、田口隆祐組が持つIWGPジュニアタッグ王座に挑戦、合体技3Kでリコシェから勝利を収め初戴冠となった。以降、CHAOSに加入しロッキー・ロメロを加えたタッグチーム・ROPPONGI 3K（以下RPG 3Kと記述）として活動していく。

#### 2019年
3月6日、BUSHI&鷹木信悟組からIWGPジュニアタッグ王座を奪取。4月26日の広島大会で前王者組のリマッチを退け、通算3度目の戴冠にして初の防衛に成功した。
10月16日から開催されたSUPER Jr. TAG LEAGUE 2019に参戦。RPG 3K、石森太二&エル・ファンタズモ組、エル・デスペラード&金丸義信組の3チームが5勝2敗で公式戦を終了したが、直接対決の勝利により1位はデスペラード&金丸組、2位はRPG 3Kと決定した為、優勝決定戦に進出する。11月3日、大阪府立体育会館大会で行われた優勝決定戦でリーグ1位のデスペラード&金丸を破り、前人未到の三連覇を果たした。しかし、この試合の終了後にファンタズモ、石森から襲撃され優勝トロフィーを強奪されこの遺恨がドームでのジュニアタッグタイトル戦に繋がる。

#### 2020年
1月5日、東京ドーム大会の第二試合で第60代王者組の石森＆ファンタズモとIWGPジュニアタッグ王座戦を行う。試合はジュニアタッグならではのスピーディー&スリリングな攻防を展開。終盤、ファンタズモがベルト攻撃を狙うがロメロに阻止され、最後はファンタズモをRPG 3Kの新合体技STRONG Xで沈めIWGPジュニアタッグ王座奪還に成功。6月16日から開催された「NEW JAPAN CUP 2020」ではBUSHIと１回戦を戦うが、エムエックスを決められ敗退。更に同試合で前十字靭帯を断裂し手術を受けたと同時に、IWGPジュニアタッグ王座も返上となった。

#### 2021年
3月21日、仙台で開催された「NEW JAPAN CUP 2021」のオープニングでリング上に登場し、4月4日に復帰することをファンに宣言。同時にSHOとのタッグでデスペラード＆金丸の持つIWGPジュニアタッグ王座への挑戦を表明した。
4月4日、復帰戦となるIWGPジュニアタッグ選手権試合にて新技DIRECT DRIVEで金丸から勝利を収め、ジュニアタッグ王座5度目の戴冠を果たす。試合後、デスペラードの持つIWGPジュニアヘビー級王座への挑戦を表明。6月7日、デスペラードの持つIWGPジュニアヘビー級王座に初挑戦するも敗れた。その直後、YOHのタッグパートナーでもあるSHOと共に持つIWGPジュニアタッグ王座にBULLET CLUBの石森、ファンタズモから挑戦表明を受けることになる。
8月7日から行われた『SUPER Jr. TAG LEAGUE 2021』では精彩を欠くシーンが目立ち、開幕3連敗の全てで自身が3カウントを奪われるなど不振が続く。更に4連敗を喫した8月16日の公式戦後には、SHOの裏切りに遭うと共に「オメー、もう終わりだろ？　引退しろや！」と罵声を浴びせられ、ROPPONGI 3Kは分裂する事となった。
9月4日、メットライフドームではSHOとシングルマッチを行うが、変貌を遂げたSHOのラフファイトの前にYOHが敗れた。更に試合後、SHOからは「YOHさん、だから何度も言わせないで下さいよ…引退しろって言ってんだろ！」と再び罵声を浴びせられ、SHOは自らヒールユニットである「BULLET CLUB」に加入した。
11月13日から開催されたBEST OF THE SUPER Jr.28では、開幕4連敗を喫するもその後7連勝。優勝決定戦に進み高橋ヒロムに敗れはしたものの、準優勝となった。

#### 2022年
1月4日、東京ドームでのSHOとのシングルマッチはファイブスタークラッチで勝利するも、翌5日のNEVER無差別6人タッグ王座戦で敗北した。
NEW JAPAN CUPには2年連続でエントリーされ、3月2日の1回戦で棚橋弘至と対戦。試合はYOHが棚橋のドラゴンスープレックスで敗れたものの、試合後のコメントでは棚橋から「YOHはまだ、これからチャンスあると思うよ」と励ましとも取れるコメントを受けた。
同年の『BEST OF THE SUPER Jr.29』にはAブロックでエントリーした。4勝5敗の負け越しに終わるも前年の優勝決定戦、更に5月1日の福岡大会でのシングルマッチで敗れたヒロムから勝利を挙げ、雪辱を果たした。
7月5日、後楽園ホール大会のメインイベントで後藤洋央紀、YOSHI-HASHIとのタッグでNEVER無差別級6人タッグ王座に挑戦し、勝利。
9月23日、EVIL、高橋裕二郎、SHOに破れNEVER無差別級6人王座防衛に失敗。
10月29日、アメリカのニューヨーク大会にて行われたタッグマッチ後SHOに蹂躙されていたところをリオ・ラッシュによって救出され新たなタッグチームとなった。
11月21日から始まったSUPER Jr TAG LEAGUE2022にエントリーされる。公式戦を7勝2敗で終え優勝決定戦に進出し、12月14日にて行われた優勝決定戦でエース・オースティン、クリス・ベイ組に勝利し自身４度目の優勝を果たした（YOHのパートナーはリオ・ラッシュ）。

#### 2023年
1月4日、IWGPジュニアタッグのベルトに挑戦するも敗れた（YOHのパートナーはリオ・ラッシュ）。
2月5日、高橋ヒロムが所持するIWGPJrヘビー級ベルトに自身2度目の挑戦するも敗北。
3月1日、『ジュニア夢の祭典 〜ALL STAR Jr. FESTIVAL 2023〜』において第0試合のスペシャルプレゼントマッチに出場。
5月12日から始まったBEST OF THE SUPER Jr 30にエントリー。結果は準決勝戦に進んだエル・デスペラードや今大会の優勝者でもあるマスター・ワトに勝利を収め、6勝3敗と勝ち越した。しかし予選リーグで敗退し、準決勝戦には進めなかった。
6月9日、両国国技館で行われた「ALL TOGETHER」では第0試合に出場。田口、ブラックめんそーれ、井上凌とタッグを組んで小峠篤司、吉岡世起、アレハンドロ、スペル・クレイジーと対戦。試合の最後は元GHCジュニアヘビー級王者であった小峠からDIRECT DRIVEで勝利を収めた。
7月5日、『レック Presents NJPW STRONG INDEPENDENCE DAY』にて当初は通常のタッグマッチを予定されていたが、ロッキー・ロメロのマイクアピールによりクラーク・コナーズ、ドリラ・モロニーが所持するIWGPJrタッグのベルトに電撃挑戦。だが、結果はYOHのパートナーであるロッキー・ロメロが負けてしまった。
8月20日、『LEC Presents All Star Jr. Festival U.S.A. 2023』に出場。第1試合においてマット・サイダルとタッグを組みBUSHI、シュン・スカイウォーカー組と戦い、BUSHIをファイブスタークラッチで丸め込み勝利した。
8月21日、『Multiverse United 2: For Whom The Bell Tolls』にエントリー。第1試合のJr. HEAVYWEIGHT/X-DIVISION スクランブルマッチに出場したが、クリス・セイビンからフォール負けを喫した。
10月7日、宮城大会のメインイベントであるイリミネーションマッチにてIWGPJrチャンピョンのヒロムからピンフォール勝ちを収めた。そして10月9日の両国大会にて行われる予定であったヒロムVSマイク・ベイリーVSラッシュのIWGPJrヘビー級選手権試合にて、リオ・ラッシュが欠場したことによりYOHが代打で出場した（自身3度目の挑戦）。YOHも惜しいところまで追い込んだが、ヒロムに直接ピンフォールを獲られベルト獲得とはならなかった。
10月21日から始まったSUPER Jr TAG LEAGUE 2023に出場。当初、昨年共に優勝したパートナーのラッシュと元々出場する予定だったが、ラッシュの体調不良による欠場によりみちのくプロレスのMUSASHIと”武蔵小松”として出場。結果はYOHの4勝5敗で優勝決定戦に出場できなかったが、優勝チームであるCatch2/2に勝利するなどインパクトを残すことができた。

#### 2024年
1月4日に行われたWRESTLE KINGDOM18の第0試合の「KOPW 2024」進出権争奪ニュージャパンランボーにエントリー。見事最後の4人まで残ることができ、翌日に行われる「KOPW 2024」決定戦4WAYマッチ進出権を獲得したが、翌日の試合では負け、KOPWを獲得することはできなかった。
2月23日、元パートナーのSHOがエル・デスペラードからIWGPJrヘビー級王座を戴冠。その翌日、10人タッグマッチの試合後SHOからベルトを持ち逃げ。そこで、3月20日の新潟大会では金丸義信とシングルマッチをし、勝利。そこからベルト挑戦へとつなげた。
4月6日、両国国技館大会にてSHOとIWGPジュニアヘビー級選手権試合が行われたが、試合序盤に受け身をとった際に左肩を脱臼してしまい、レフェリーストップにより試合時間1分36秒で敗北。元パートナーとの夢の対決が実現することはなかった。
5月11日から始まったBEST OF THE SUPER Jr.31にエントリーする予定だったが、左肩を負傷したため、欠場となり、代打でKUSHIDAが出場した。
10月13日両国大会にて、会場の開場を待つお客の横を叫び声をあげながら通過し、一番乗りで会場入り。そのままほぼ無人のリングに上がると肩の怪我の完治と復帰を宣言した。
10月26日に開幕したSUPER Jr TAG LEAGUE2024に新生ROPPONGI VICEとしてロッキー・ロメロとエントリー。公式戦を2勝3敗で終えた。
12月16日にアメリカで行われたStrong Style Evolved 2024にて、パートナーのロッキー・ロメロがSTRONG無差別級タッグ王座に挑戦表明し、2025年1月11日のサンノゼ大会で挑戦することが決まった。

#### 2025年
1月4日に東京ドームで行われたWRESTLE KINGDOM19では、本戦に組まれず。また、第0試合もIWGP世界ヘビー級王座挑戦権争奪ニュージャパンランボーに変更されたことからジュニアヘビー級選手のエントリーはなし。そこでYOHはメイクをし、パンフレットの売り子になり、会場中を回った。
また、第1試合に行われたIWGPジュニアタッグ王座の試合後、勝者の藤田晃生、ロビー・イーグルスの元にロッキー・ロメロと共に姿を表し、同王座に挑戦表明し、やや強引に調印書にキスでサインをさせた。
1月12日にアメリカのサンノゼで行われたBattle in the Valley 2025にてSTRONG無差別級タッグ王座に挑戦するも敗れる（パートナーはロッキー・ロメロ）。
2月11日に大阪府立体育会館で行われたTHE NEW BEGINNING in OSAKAにて、IWGPジュニアタッグ王座に挑戦するも敗れる（パートナーはロッキー・ロメロ）。
4月29日にSAGAアリーナで行われたレスリング肥前の国にて約2か月ぶりにIWGPジュニアタッグ王座に挑戦し、見事第78代王座に輝く。これはYOH自身4年ぶり6度目の戴冠である（パートナーはマスター・ワト）。
5月10日から始まるBEST OF THE SUPER Jr.32に2年ぶり7回目のエントリー、IWGPジュニアヘビー級王者のエル・デスペラードや、石森太二などに勝利を収め、6勝3敗でBブロックを突破。4年ぶり2度目の優勝決定戦で藤田晃生に破れ準優勝。悲願の初優勝とはならなかった。。
6月15日、当初SHO、金丸義信組との防衛戦が予定されていたが、急遽SHOのパートナーがHOUSE OF TORTUREに電撃加入したDOUKIに変更され、、初防衛に失敗した。

## エピソード
- 少年時代のYOHはワンパクな性格で、プロレスごっこの相手が欲しかったことからプロレスに無関心だった友達に対して積極的にプロレスの宣伝活動を行っていた[1]。
- プロレスを知り、ファンになったキッカケは父親であると公言しており、もしもYOHの父親がプロレスファンでなければプロレスラーになることはなかったと言い切るほど。プロレスラーになることを志した中学時代、当時入部していた柔道部引退の送別会に参加していた全員の前で、「レスラーになる気があるのか？　お前じゃムリだろう。なれるもんならなってみろ」と発破を掛けられたことがあり、そのお陰で自身のプロレスラーになるという気持ちをさらに強くさせたという[1][2]。2011年にプロレス学校に入学するべきかどうか相談した時は「金は出してやる」「そこで決めてこい」と言葉を掛けられ、泣きじゃくりながらこの父親の子で良かったと当時の心境を振り返っている[1]。
- YOHと同様、東北出身者でもある元プロ野球選手・監督の中畑清（福島県出身）を恩師としている。これはYOHが中学校時代、中畑の野球教室に参加したことがあるため。2014年には、11年ぶりに再会した[49]。

## タイトル歴
新日本プロレス
- 第54、56、59、61、65、78代IWGPジュニアタッグ王座（パートナーはSHO ×5→マスター・ワト）
- 第23、31代NEVER無差別級6人タッグ王座（パートナーは後藤洋央紀&YOSHI-HASHI→矢野通&マスター・ワト）
- SUPER Jr. TAG TOURNAMENT / SUPER Jr. TAG LEAGUE 2017、2018、2019、2022年 優勝（パートナーはSHO ×3→リオ・ラッシュ）

## 得意技

### 投げ技
DIRECT DRIVE （ダイレクト・ドライブ）
相手をリバース・フルネルソンで捕らえ、持ち上げながら捻りを加えて倒れ込み、後頭部からマットに突き刺す旋回式ダブルアームDDT。現在のフィニッシャー。
ファルコン・アロー
ファルコン・アロー式牛殺し
ファルコン・アローの要領で持ち上げ、後藤洋央紀の得意技である牛殺しのように自らの膝に後頭部を叩きつける技。
ボディー・スラム式牛殺し
ボディー・スラムの要領で持ち上げ、後藤洋央紀の得意技である牛殺しのように自らの膝に後頭部を叩きつける技。
リバースフランケンシュタイナー
ジャーマンスープレックス
ドラゴンスープレックス

### 打撃技
逆水平チョップ
トラースキック

### 極め技 関節技
スターゲイザー
真正面から相手の内股に自身の左足を差し込み、相手の左足に絡め前転をして相手を後方に倒し、そこから更に回転をさせて相手をうつ伏せにしてしまい自身の左足を巻き込む形で、相手の左足からつま先を自身の両手で掴み、後方に体重をかけて絞り上げる技。
Out Of Print
前述のスターゲイザーに相手の右足も巻き込む技。
アナコンダバイス
天山広吉から直伝された技。
ドラゴンスクリュー

### 飛び技
ノータッチ・トペコン・ヒーロ
プランチャ

### 丸め込み
ファイブスタークラッチ
ジャパニーズ・レッグロールクラッチの体勢で相手を押さえ込む技。通常と違うのは、自身の手で相手の手首を握り、返されにくくしている所である。

### 合体技
3K
SHOがフラップジャックで相手を上げたところにYOHがコンプリートショットを決める合体のフェイスバスター。この技でIWGPJrタッグ王座初戴冠となった。また、ROPPONGI 3Kの解散後はリオ・ラッシュ、ロッキー・ロメロと共演。
STRONG X
SHOのショックアローとYOHのコーナーからのダイビングフットスタンプの合体技。ROPPONGI 3Kにおけるフィニッシャーで、2020年1月5日東京ドーム2連戦2日目に初披露。コンセプトは監督のロッキー・ロメロがかつてバレッタと共に使用していた合体技のストロング・ゼロから（バレッタのデュードバスターとロメロのコーナーミサイルキックの合体技）。
ダブル・ジャンピング ニーアタック
カナディアンバックブリーカ式フェイスバスター+カッター
SHOがカナディアン・バックブリーカーの体勢から、相手を前方に反転させフェイスバスターで相手を投げてYOHがランニングカッターで決める技。
Falcon blow
マスター・ワトとの合体技。YOHがファルコンアローの体勢で持ち上げ、ワトが相手の背中にハイキックを炸裂させ、そのまま牛殺しを決める技。この技でIWGPジュニアタッグ王座を戴冠した。

## 入場曲
Resolution
ヤングライオン時代に使用していた入場曲。
Transient Happiness（DOPING PANDA）
CMLLで使用していた入場曲。
ROPPONGI 3K Theme
SHO、ロッキー・ロメロとのタッグ戦で使用していた入場曲。
explosion （jizue）
2021年4月4日からSHOとのタッグ戦で使用していた入場曲。
Going Down Fighting（磯部正文）
2020年6月23日より使用している入場曲。

## 出演

### 舞台
- パルコ・プロデュース2025『カタシロ〜Relive vol.2〜』（2025年8月6日〈予定〉、PARCO劇場） - 患者 役[50][51]